# 叠彩桥
叠彩桥位于广西桂林市叠彩区叠彩山北麓的木龙湖上，连接叠彩山与整个木龙湖景区。桥长40.6米，桥宽4.9米，单跨26米。

## 印象
桥整体古朴典雅、线条流畅的造型，弧度大，跨度也较大，凌驾于木龙湖绿波之上小巧玲珑、宛若彩虹，其色彩淡雅朴拙。
桥与湖中的景物和峰峦塔影自然地搭配起来，湖光山色，上下辉映，与周围仿宋建筑有机的融入一体。桥的两岸通透有石踏石阶，还有高耸的宋塔、精致的宋阁，有古色古香之味。